# 乌来铁角蕨
乌来铁角蕨（学名：Asplenium cuneatiforme）为铁角蕨科铁角蕨属下的一个种。